# Polifonia
|  | Aquest article tracta sobre la tècnica consistent a juxtaposar dues o més línies melòdiques que interaccionen en simultaneïtat. Si cerqueu el recurs literari homònim, vegeu «Polifonia (literatura)». |

Un compàs de la Fuga núm. 17 en Lab M, BWV 862 del Clavecí ben temperat (Part I), un clar exemple de polifonia a 4 veus

La polifonia (del grec antic πολύ, poly, «molt» i φωνή, phonè, «veu») és una composició musical consistent a juxtaposar dues o més línies melòdiques que interaccionen amb simultaneïtat. L'aparició de l'art polifònic va suposar la creació d'un nou llenguatge musical. La monofonia constituïda per una sola línia melòdica del cant gregorià, senzill i auster, representa en la música el que l'arquitectura romànica significa per a l'art de la construcció, mentre que el nou art polifònic esdevé com l'art gòtic. En els tímids inicis de la polifonia, que té el seu origen documentat a França amb Pérotin i Léonin, els oients no quedaven indiferents. Pot afirmar-se que el nou llenguatge adquireix categoria artística des de la fi del segle xii.
Les primeres formes polifòniques de la música occidental són:
- L'organum, el qual consisteix a afegir una nova veu sobre el cant gregorià[2] a una distància de 4a o 5a. En l'organum primitiu, les veus es mouen per moviment paral·lel.
- El discantus o discant, on les veus ja no es mouen per moviments paral·lels sinó per moviments contraris, normalment nota contra nota
- El motet, compost per tres veus o més, i amb la melodia gregoriana, anomenada tenor, se situa en la veu més greu.